# Velké divadlo
Velké divadlo (rusky Большой театр, plným názvem Государственный академический Большой театр, český překlad: Státní akademické Velké divadlo) je ruská divadelní společnost a divadlo sídlící v hlavním městě Ruské federace Moskvě a produkující činoherní, operní a baletní představení.

## Historie
Divadelní společnost založil v roce 1776 kníže Pjotr Urusov. Zpočátku soubor hrál jen v soukromých rezidencích, teprve o čtyři roky později v roce 1780 získal budovu Petrovského divadla, která se stala jeho domovskou scénou. Zde vznikala jeho první činoherní a operní představení.
V roce 1805 požár zničil budovu Petrovského divadla, na jehož místě vyrostla nová budova, ve které divadlo sídlí od roku 1825 dodnes. Budovu navrhl ruský architekt s italskými kořeny Osip Bové, jenž také navrhl nedalekou budovu Malého divadla, kterou dokončili o rok později v roce 1824.

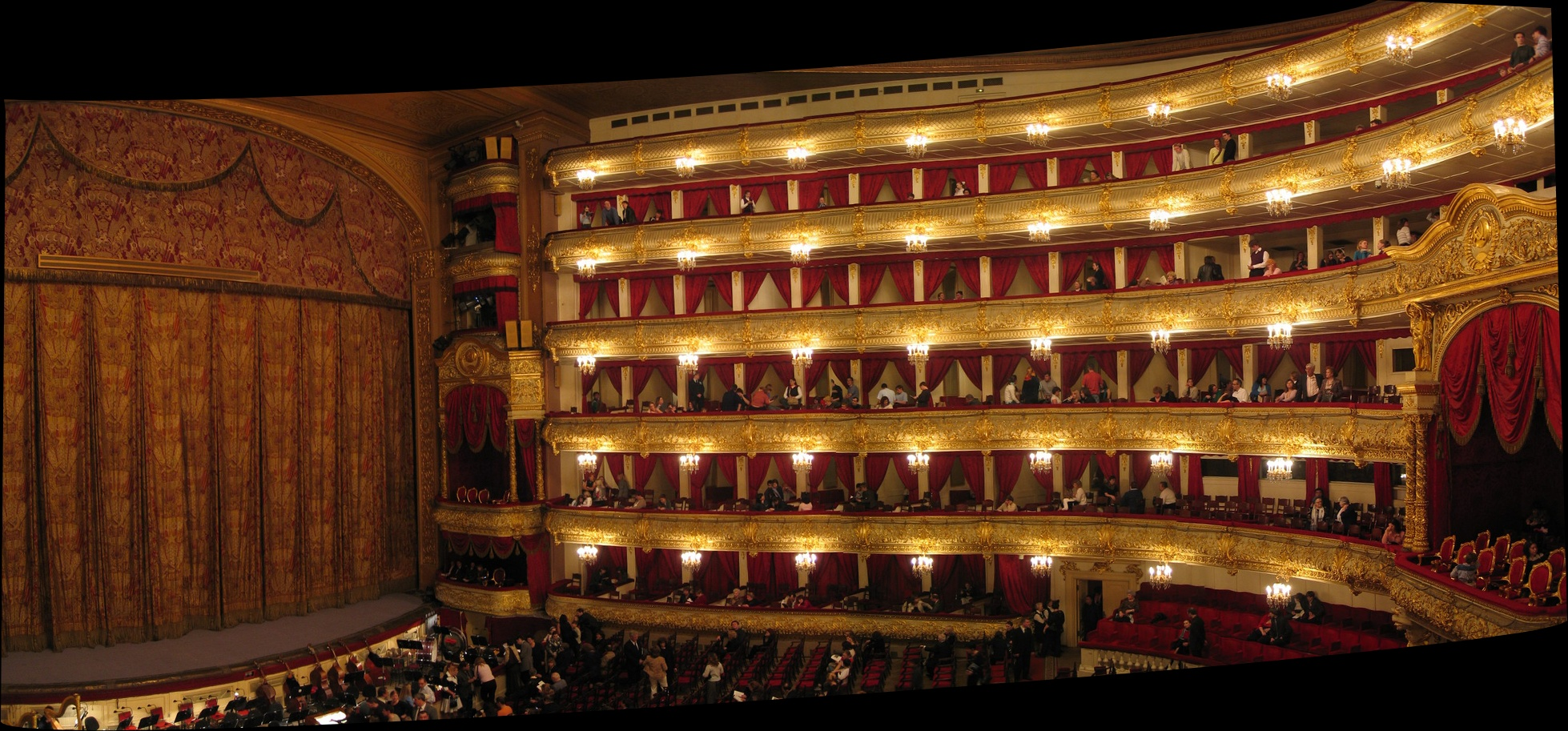
Interiér hlediště Moskevského Velkého divadla

 Divadlo nazvali „velkým“, protože v té době byla opera s baletem považována za umělecky nadřazené žánry činohře. Činoherní představení byla přesunuta do sousední budovy moskevského Malého divadla.
Budova byla slavnostně otevřena 18. ledna 1825 prologem Triumfu múz s hudbou Alexeje Verstovského a Alexandra Aljabjeva. Divadlo se zpočátku zaměřovalo zejména na prezentaci děl ruských autorů a skladatelů. Svoje premiéry zde měla díla Petra Ijiče Čajkovského nebo Sergeje Rachmaninova. Zahraniční autoři se postupně dostávali do repertoáru divadla až od 40. let 19. století.
V roce 1853 vnitřní vybavení divadla zničil požár. Následně, architekt Albert Cavos vybavil budovu ještě vznešenějším interiérem. Tato výzdoba se dochovala s menšími úpravami dodnes. Budova byla opět poškozena v době druhé světové války, kdy na ni dopadla německá bomba. Velmi rychle byla opravena. Díky své architektuře v ruském klasicistickém stylu patří Velké divadlo mezi nejkrásnější divadelní budovy na světě.

## Současnost

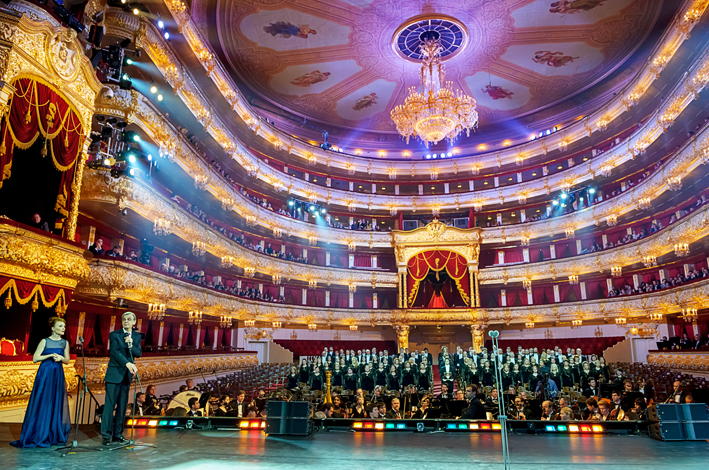
Hlediště po rekonstrukci divadla, 2014

V současnosti pracuje v divadle více než 900 herců, zpěváků, hudebníků a tanečníků. Velké divadlo je také domovskou scénou Velkého baletu, nejstaršího baletního souboru, založeného v roce 1773, který je považován za jeden z nejlepších na světě.
Jde o jedno z nejslavnějších prestižních divadel v celém Rusku, odpovídají tomu i ceny vstupenek, které jsou dražší, než je tomu v jiných moskevských či ruských divadlech. Cena lístků na baletní představení je porovnatelná s cenami lístků v divadlech v Západní Evropě, avšak ceny vstupenek na operní představení a koncerty jsou cenově relativně dostupné. Dobrý lístek je zde možné pořídit již od 200 do 1000 rublů.[kdy?]